# Живот

Области живота

Живо́т (общеславянское, от др.-рус. животъ «жизнь, имущество» из лат. vita «жизнь») — часть тела, представляющая собой брюшную полость и её стенки. Полость живота (брюшная полость в широком смысле) содержит основные внутренние органы: желудок, кишечник, почки, надпочечники, печень, селезёнку, поджелудочную железу, жёлчный пузырь.

## Области живота
Живот имеет в центре на передней брюшной стенке рубец, остающийся после удаления пуповины — пупок.
Живот двумя горизонтальными линиями делится на три этажа: эпигастрий, мезогастрий и гипогастрий, которые, в свою очередь, двумя вертикальными линиями (по наружным краям наружных мышц живота) делятся на 9 областей. Эпигастрий: собственно эпигастрий, правая и левая подрёберные области. Мезогастрий: околопупочная, правая и левая боковые области. Гипогастрий: надлобковая, правая и левая подвздошные области.
Эти области важно учитывать при проведении пальпации живота.

## Брюшной пресс
Живот имеет собственные мышцы, которые вместе с сухожилиями образуют брюшную стенку. Совокупность мышц брюшной стенки, участвующих в регуляции внутрибрюшного давления, осуществлении актов дефекации, кашля и т. д. называется брюшной пресс (лат. prelum abdominale).

## Живот в медицине
Дефекты передней брюшной стенки, обусловленные расхождением её нормальных анатомических структур с формированием отверстий между ними, называются наружными грыжами живота. При таких грыжах происходит выпячивание органа или его части через отверстия («грыжевые ворота») под кожу или в межмышечное пространство в грыжевом мешке, образованном брюшиной. Также различают внутренние грыжи живота, при которых внутренние органы имеют патологическое расположение во внутренние карманах и полостях.
Острые нестерпимые боли в животе, так называемый «острый живот», требуют экстренной консультации хирурга для диагностики и дифференциальной диагностики с целью исключения таких жизнеугрожающих состояний, как перфорация полого органа брюшной полости, перитонит, ущемление грыжи т. д.

### Абдоминальная хирургия
Традиционно для получения доступа к органам брюшной полости производят широкий разрез брюшной стенки, который называется «лапаротомия». Так, при аппендиците лапаротомия как правило производится косым разрезом в правой подвздошной области, при операциях типа кесарево сечение проводят нижнесрединную лапаротомию (по средней линии живота от лонного сочленения до пупка) и т. д.
В последние годы всё больше применяется малоинвазивная техника операций на внутренних органах — лапароскопическая, производимая специальным инструментом через небольшие проколы и транслюминальная, производимая через естественные отверстия организма и разрезы в их внутренних стенках.

### Косметология
В косметологической медицине практикуется операция липосакции — удаление части подкожного жира.

## Живот в культуре
Широко известен исходно арабский танец живота. Помимо частого фигурирования обнажённого живота в художественном изобразительном искусстве, оголение живота (или пупка) практикуется в моде, в том числе в массовой молодёжной начала XXI века.
В современном обществе не приветствуется и даже порицается наличие сопутствующего как правило ожирению большого и выпуклого живота, особенного т.н. «пивного живота» у мужчин, ассоциирующегося с неумеренным потреблением пива. Хотя в некоторых культурах, напротив, наличие большого живота исторически ценится как признак хорошего питания и достатка его обладателя (например, даже в современном Китае с высоким уровнем жизни по-прежнему при жаркой погоде оголять живот поднятием майки принято у мужчин, имеющих в первую очередь именно большой живот).
Поддержание пресса в тонусе, так называемый «плоский живот», высоко ценится в женском модельном бизнесе и системах похудения. В культуризме, фитнесе и мужском модельном бизнесе ценится ещё более натренированный живот — наличие так называемых «кубиков на животе», когда вышеуказанные горизонтальные и вертикальные линии живота и мышцы брюшного пресса не скрыты жировой прослойкой и выглядят рельефно.
Согласно народным приметам, острая форма живота при беременности предвещает рождение мальчика.

## Другие названия и значения
Устаревшее название живота — чрево. Например в синодальном переводе Библии, змей ходит на чреве (Быт. 3:14), однако термин «живот» в современном значении присутствует, но не тождественен чреву — в церковнославянском его аналогом является пуп (Песн. 7:3). Простонародные синонимы — пузо (ср. телепузики, толстопузы), брюхо (ср. брюхоногие, брюшина, брюшко, брюшная полость).
Слово живот имеет и другие значения — желудок в просторечии, устаревший и высокопарный синоним жизни, производную основу в слове животное.

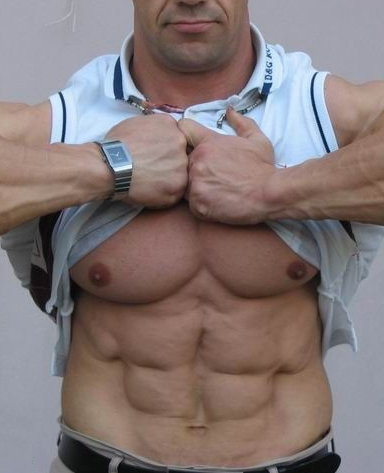
Брюшной пресс у культуриста
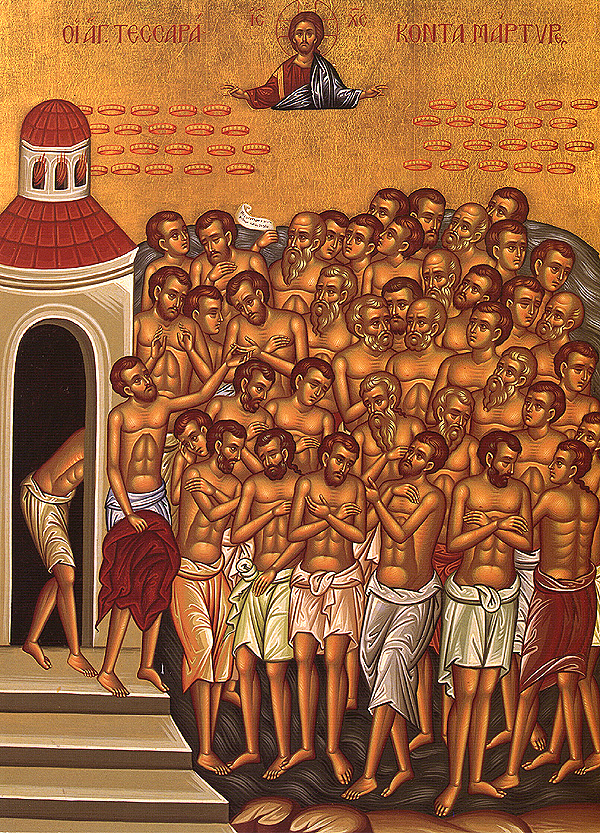
Брюшные прессы в античном художестве (Сорок Севастийских мучеников)
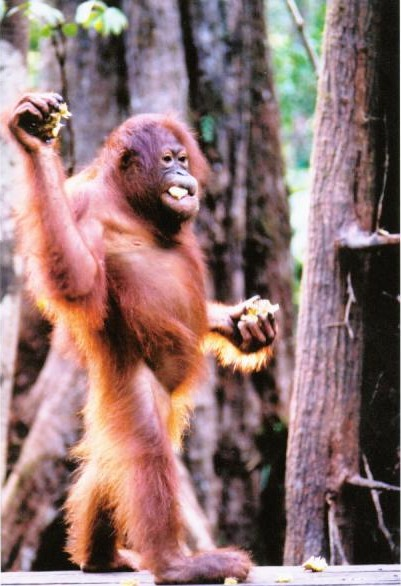
У орангутанов живот округлый практически с рождения
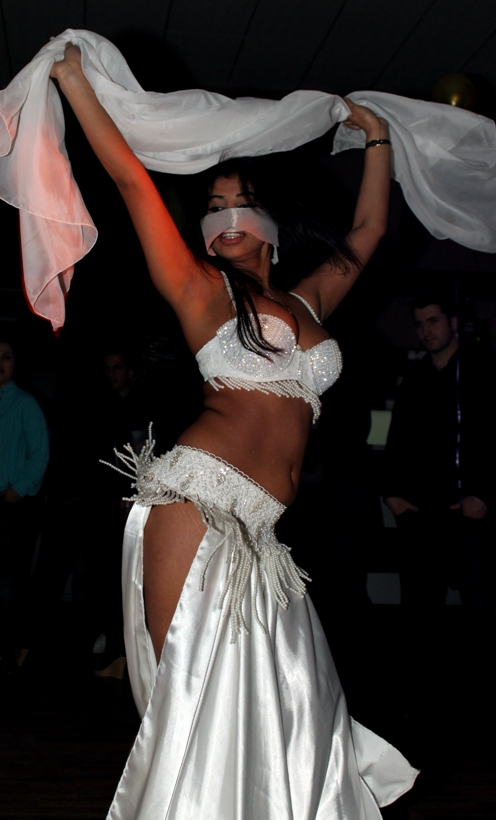
Исполнение танца живота